# Pierre-Vincent Dombidau de Crouseilles
Pierre-Vincent Dombidau de Crouseilles, parfois orthographié Pierre-Vincent Dombideau de Crouseilhes, né le 19 juillet 1751 à Pau et décédé le 28 juin 1823 à Quimper, est un homme d'Église, évêque français de l'Église catholique romaine. Il est évêque de Quimper de 1805 à 1823.

## Biographie

### Clerc d'Ancien Régime
Pierre-Vincent Dombidau de Crouseilles naît à Pau le 19 juillet 1751. Il est le fils de Jean de Dombidau, baron de Crouseilles, conseiller au Parlement de Navarre et membre des États de Béarn, et de Françoise de Capdeville.
Il entre au séminaire Saint-Sulpice de Paris en 1770 et obtient sa licence en théologie en 1778.
Il est ordonné prêtre le 23 décembre 1775. Son père fait jouer ses relations pour lui obtenir des bénéfices lucratifs. Il devient ainsi chanoine de Lescar, dont l'évêque, Marc-Antoine de Noé est apparenté à sa famille et prieur de Cambon (diocèse de Rodez) et de Lieu-Dieu (diocèse d'Amiens).
En 1788, il est choisi par l'archevêque Jean de Dieu-Raymond de Boisgelin de Cucé comme chanoine et vicaire général d'Aix-en-Provence. Pendant la Révolution, il émigre en Angleterre avec son évêque et ne se trouve donc pas confronté à l'obligation du serment.

### Recréer un épiscopat
Sous le Consulat, il revient en France dans le diocèse d'Aix-en-Provence puis suit Boisgelin de Cucé comme vicaire général du diocèse de Tours en 1802.
Il est un des collaborateurs de Portalis, directeur des cultes, qu'il a connu à Aix-en-Provence, et participe ainsi à la composition de la liste des épiscopables de 1802, en rédigeant des appréciations sur les candidats, dont il fait partie, recommandé par Portalis puis par le cardinal Fesch.

### Évêque de Quimper
Dombidau de Crouseilles est nommé évêque de Quimper le 30 janvier 1805. Il est sacré le 21 avril 1805 dans la cathédrale Notre-Dame de Paris. Béarnais, il est nommé en Bretagne conformément à une politique qui conduit  Napoléon à écarter les clercs bretons quand il s'agit de pourvoir les sièges épiscopaux de la région. Il ne peut s'installer dans les bâtiments de l'ancien évêché de Quimper qu'en 1809, le temps que le département le rachète à son propriétaire et fasse des réparations.
Ses relations avec les préfets successifs du Finistère ne sont pas très bonnes. Dans ce diocèse très catholique, il encourage avec succès la fondation d'écoles religieuses. Le développement de l'enseignement mutuel dans son diocèse le laisse dubitatif. Il essaye sans beaucoup de succès de proposer des séminaristes pour diriger ces écoles et recommande à ses curés d'en surveiller les instituteurs laïcs. Les vocations se multiplient : il ordonne ainsi presque 170 prêtres entre 1805 et 1815. Il organise des missions intérieures et contribue à rallier son clergé à l'Empire.
Il tarde à publier le catéchisme impérial, mais, après avoir été fait baron d'Empire le 10 septembre 1808, participe dans les rangs de la majorité au concile de Paris de 1811. Il reste alors loyal à l'Empire.
Rallié à Louis XVIII en 1814, il reste prudemment indécis pendant les Cent-Jours. Louis XVIII lui propose l'archevêché de Rouen en 1823, mais il refuse et meurt peu après à Quimper dans la nuit du 28 au 29 juin 1823.

## Armes
D'argent à l'arbre de sinople terrassé de sable au lion de gueules passant sur la terrasse, au chef d'azur chargé de 3 étoiles d'or.